# 최효원
최효원(崔孝元, 1638년 2월 23일 혹은 2월 20일 ~ 1672년 8월 15일)은 조선시대 후기의 무신으로 숙빈 최씨의 친정아버지이자 영조의 외할아버지이다. 자(字)는 의경(義敬). 관직은 선략장군행충무위부사과였고, 사후 증 대광보국숭록대부 의정부영의정에 추증되었다.

## 생애
아버지는 관직이 없고 사후 1724년(영조 즉위) 증 숭정대부 의정부좌찬성 겸 판의금부사 세자이사에 추증되었다가 1753년(영조 29) 다시 증 대광보국숭록대부 의정부우의정 겸 영경연 감춘추관사에 가증된 최태일(崔泰逸)이고, 어머니는 증 정경부인에 추증된 평강장씨(平康張氏)로 통덕랑 장지원(張之元)의 딸이다. 외할머니는 해주오씨(海州吳氏)로 사과(司果) 오세겸(吳世謙)의 딸이다.
할아버지는 말정(末貞)으로 노인직으로 통정대부를 역임했고 1724년 증 자헌대부 이조판서 겸 지의금부사에 추증되었다가 1753년 증 숭정대부 의정부좌찬성 겸 판의금부사 세자이사에 추증되었으며, 증조부는 최억지이다. 형제로는 최충립(崔忠立), 최성립(崔成立)과 누이 2명은 이여지(李汝枝)에게 시집간 누이 1명과 신만적(申萬敵)에게 시집간 누이 1명이 전한다.
그의 가계에 대해서는 자세히 알려진 것이 없다. 고조부 최석손, 증조부 최억지, 할아버지 노직 통정 최말정, 아버지 최태일의 이름이 전하지만 이들은 모두 해주 최씨 족보에 실리지 못했고, 해주최씨의 시조 최온(崔溫)의 몇대 후손인가는 불확실하다.
그의 생에와 행적에 대한 상세한 기록은 나타나지 않는다. 그밖에 형제자매에 대한 기록도 알 수 없다. 남양홍씨 홍계남의 딸과 결혼하였으며, 그의 둘째 딸이 숙빈 최씨였다. 선략장군 행충무위부사과(行忠武衛副司果)를 지냈다.
1672년 35세로 사망했다. 사후 1734년 2월 18일 외손자 영조에 의해 증 대광보국숭록대부 의정부영의정 겸 영경연 홍문관 춘추관 관상감사에 증직 추서되었다.

## 사후
묘소는 서울특별시 은평구 진관동 산85번지에 있으며, 그의 묘소 주변에는 손자 최수강, 장인 홍계남, 홍계웅 일가의 묘소가 근교에 있다. 아버지 최태일(崔泰逸)과 할아버지 최말정(崔末貞)의 묘소는 은평구 불광동 산10-1번지에 있다. 묘비문은 왕족 서평군 이요가 썼다.

## 가계
- 고조부 : 최석손(崔石孫)
- 증조부 : 최억지(崔億之)
- 증조모 : 경주김씨(慶州金氏)
  - 조부 : 최말정(崔末貞, 1569년 12월 6일 ~ ?, 생전 관직은 통정대부[2] 사후 증 자헌대부 이조판서 겸 지의금부사)
  - 조모 : 미상
    - 아버지 : 최태일(崔泰逸, 1595년 9월 3일 ~ 1645년 8월 24일, 학생[3], 증 숭정대부 의정부좌찬성 겸 의금부판사)

  - 외조부 : 장원(張遠, 통덕랑(通德郞) 역임)
  - 외조모 : 미상
    - 어머니 : 증 정경부인 평강장씨(平康張氏, 1599년 1월 13일 ~ ?년 2월 20일)
      - 형 : 최성립(崔成立, 1623년 2월 15일 ~ 1670년 12월 29일)
      - 형 또는 동생 : 최충립(崔忠立)

    - 장인 : 홍계남(洪季男 혹은 洪啓男, 1602년 ~ ?, 본관은 남양, 증 숭정대부 의정부 우찬성에 추증)
    - 장모 : 김씨
      - 처 : 증 정경부인 남양홍씨(1639년 10월 17일 ~ 1673년 12월 18일, 홍계남의 딸)
        - 장녀 : 최씨, 부사 서전(徐專)에게 출가
          - 외손녀 : 대구서씨, 이형년에게 출가

        - 차녀 : 화경숙빈 최씨(和敬淑嬪 崔氏, 1670~1718)
          - 외손 : 제21대 영조대왕(英祖大王, 1694~1776, 재위 1724~1776)

        - 아들 : 최후(崔垕, 1657년 6월 16일 ~ 1731년 1월 23일, 만호 역임, 증 승정원 좌승지)
        - 며느리 : 순흥안씨(順興安氏, 1666년 3월 6일~ 1726년 10월 9일, 통정대부 안준영(安俊榮)의 딸)
          - 손자 : 최수강(崔壽崗, 1683년 8월 26일 ~ 1749년 12월 21일 무과에 급제[4])
          - 손녀 : 최씨, 조태항에게 출가 - 1남 3녀

      - 사돈 : 안준영, 통정대부 역임

## 최효원이 등장한 작품
- 《인현왕후》(MBC, 1988년, 배우:이희도)
- 《장희빈》(KBS, 2002년~2003년, 배우:강만희)
- 《동이》(MBC, 2010년, 배우:천호진)

## 같이 보기
- 최효원 묘역
- 최말정 묘역
- 장형
- 조선 숙종
- 인현왕후
- 영빈 김씨
- 숙빈 최씨
- 영조
- 송시열
- 김수항
- 민유중
- 민정중
- 민진원
- 민진후
- 김만중
- 김춘택